# 卓勝利
卓勝利（1949年10月25日—2012年1月6日），本名為卓錫勝，台灣資深藝人，以演出電視劇《星星知我心》、《親戚不計較》聞名。

## 生平
卓勝利1976年剛開始出道時為龍套演員，並大多演出反派角色。曾替港星泰迪羅賓、徐克等人製播的電影配音，並且為台灣當時紅極一時的喜劇演員許不了的專屬配音員，但鮮少人知。卓勝利在演藝界沉潛7年後，終於在1983年因演出台視電視劇《星星知我心》而變成家喻戶曉的明星，進而演出多部電影及電視影集，也跨足主持台視長壽綜藝節目《天天開心》，1990年演出電影《刀瘟》更獲得第27屆金馬獎最佳男主角提名。
1999年演出民視長壽鄉土劇《親戚不計較》，以其詼諧演技、平實情節，而且貼近人心，飾演劇中角色長達八年，直到2006年才風光下檔。
2006年9月，卓勝利經檢查得知罹患下咽癌第四期，選擇不開刀、進行電療、重化療抑制病情，之後便逐漸淡出螢光幕、專心養病，一度戰勝病魔，因身體狀況改善，在台灣各大談話性節目中短暫現身，並在《親戚不計較》老搭檔監製曾禎力邀之下重出江湖，接拍電影《第三個願望》，及演出台視八點檔《田庄英雄》。
2011年卻又檢查出罹患原發性胃賁門腫瘤，為二度罹癌，進行全胃切除及切除四公分的食道，之後即因無法順利進食而暴瘦了20幾公斤，同年11月曾因輕微中風入院，在榮總復健兩個多月。2012年1月6日凌晨，卓勝利突然一陣劇咳使得痰卡在氣管而呼吸困難，醫生急救時出現大量出血，最後導致心肺衰竭，病逝於台北榮民總醫院，享壽62歲。
曾與藝人徐風合作拍攝國民健康局戒菸廣告。

卓勝利主持過超過千場綜藝節目，演出多部本土連續劇，超過20部電影，確立台灣戲劇走向本土草根的重要指標。在台灣一片日、韓劇的強烈侵襲下開創出具台灣文化內涵的戲劇及電影道路，成為台灣演藝圈創作的開山祖師,演出戲劇具涵化人心功效，成為台灣農業推廣最佳促銷者，找回民族自信心並有推動善良風俗，教化人心的社會正面意義。

## 家族
卓勝利與妻子卓張秀圓結縭41年，生有3女1男，11個內外孫子。有一堂弟卓伯源，2005年至2014年擔任彰化縣長。

## 演藝作品

### 電視劇
| 電視台 | 年份       | 劇名                         | 角色                                     |
| ------ | ---------- | ---------------------------- | ---------------------------------------- |
| 華視   | 1979       | 可愛魔術師                   | 阿凱                                     |
| 台視   | 1981       | 楊麗花歌仔戲－薛丁山         | 烏總兵                                   |
| 台視   | 1981       | 楊麗花歌仔戲－朱洪武與劉伯溫 | 張祥                                     |
| 台視   | 1982       | 楊麗花歌仔戲－西江月         | 呂平                                     |
| 台視   | 1982       | 楊麗花歌仔戲－恩怨情天       | 姜能思                                   |
| 台視   | 1982       | 楊麗花歌仔戲－楊家將         | 楊三郎                                   |
| 台視   | 1983       | 楊麗花歌仔戲－萬花樓         | 楚子雲/子牙猜                            |
| 台視   | 1983       | 楊麗花歌仔戲－薛仁貴征東     | 李慶紅                                   |
| 台視   | 1983       | 楊麗花歌仔戲－七俠五義       | 韓彰                                     |
| 台視   | 1982       | 不要說再見                   | 阿卓                                     |
| 台視   | 1983       | 星星知我心                   | 卓仔                                     |
| 台視   | 1983       | 學甲十三英                   | 莊石頭                                   |
| 台視   | 1984       | 苦心蓮                       | 卓金福                                   |
| 台視   | 1984       | 人之初                       | 劉信義                                   |
| 台視   | 1985       | 阿郎與彬彬                   | 卓仔                                     |
| 台視   | 1985       | 異鄉夢                       | 花枝                                     |
| 台視   | 1987       | 觀世音收紅孩兒               | 牛魔王                                   |
| 台視   | 1991       | 左鄰右舍                     | 卓村長                                   |
| 台視   | 1995       | 櫻花戀                       | 阿忠                                     |
| 台視   | 開心街     |                              |                                          |
| 台視   | 歡喜一家親 |                              |                                          |
| 台視   | 1999       | 赤腳婆                       | 秦順情                                   |
| 台視   | 2000       | 神仙動員令                   | 潘老爺                                   |
| 台視   | 2011       | 田庄英雄                     | 卓泰山                                   |
| 民視   | 1997       | 媽媽請您也保重               | 林添財                                   |
| 民視   | 1997       | 嘉慶君遊台灣                 | 白賊七                                   |
| 民視   | 1999       | 某大姐                       | 林茂田                                   |
| 民視   | 1999       | 親戚不計較                   | 卓有春 卓陳豆油EP405反串登場 閻羅王EP151 |
| 民視   | 2001       | 金枝玉葉                     | 秦妥當                                   |
| 民視   | 2001       | 爸爸的私生女                 | 鎮長                                     |

### 電影
- 兒子的大玩偶（1983）
- 臺上臺下（1983）
- 冬冬的假期（1984）
- 亮不亮沒關係（1984）
- 在室男（1984）
- 天生一對（1984）
- 他槓龜我發財 (港名:六合彩奇緣)（1984）
- 瘋狂大家樂（1986）
- 你瀟灑，我漂亮（1986）
- 望海的母親 (1986)
- 小小五虎將（1986）
- 滑稽新傳（1986）
- 好小子（1986）
- 周成過台灣（1987）
- 未婚爸爸（1987）
- 我的爸爸不是賊（1987）
- 稻草人（1987）
- 天才小兵（1988）
- 報告典獄長（1988）
- 龍發堂（1988）
- 舊情綿綿（1988）
- 天下一大樂（1988年）
- ００九九大發財（1989）
- 人鬼一家親（1989）
- 咱們都是台灣人（1989）
- 報告班長2（1988）
- 愛拼才會贏（1989）
- 七隻狐狸八條狗 (1989)
- 傻龍出海（1989）
- 刀瘟（1989，得到1990年第27屆金馬獎最佳男主角提名）
- 鬼出嫁（1990）
- 大笑兵團（1990）
- 歡樂五福星（1990）
- 官兵捉強盜（1991）
- 超級三等兵（1997）
- 第三個願望（2012）

### 綜藝節目主持
- 台視《天天開心》
- 台視《開心舞台》
- 台視《鄉土歌謠擂台》（與黃香蓮主持，共13集。播映期間：1985年6月16日至1985年9月8日，每週日17:30～18:00）。
- 台視《鄉親您好》（與黃香蓮主持，共54集。播映期間：1985年10月14日至1985年11月13日每週一至週六12:20～12:50，1986年1月13日至1986年2月13日每週一至週六12:20～12:50）。
- 民視《親戚大舞台》（白冰冰領軍的親戚不計較固定班底聯合主持。播映期間：2003年）。

### 錄影帶
- 1985年《水蛙記》飾 李阿土

### 廣告
- 易而善感冒液（和孫女一同拍攝）

## 配音
為港星泰迪羅賓、徐克等人的電影配音，最出名的是擔任喜劇演員許不了的配音員。

## 提名獎項
- 1990年：第27屆金馬獎最佳男主角《刀瘟》（提名）

## 外部連結
- 卓勝利在互联网电影资料库（IMDb）上的資料（英文）
- 卓勝利在香港影庫上的簡介
- 卓勝利在豆瓣上的资料（简体中文）
- 中文電影資料庫─卓勝利 （页面存档备份，存于）
- 華文影史庫：卓勝利簡介 （页面存档备份，存于）
- NIO電視網藝人卓勝利相關資料網 （页面存档备份，存于）